# Para olvidarte de mí (canção)
"Para Olvidarte de Mí" é uma canção do grupo pop mexicano RBD, gravada para o seu sexto álbum de estúdio de mesmo nome (2009). Foi lançada em 26 de janeiro de 2009 pela EMI Music como primeiro e único single do álbum, e também o último single da carreira da banda. Com um tom melancólico, foi composta por Carlos Lara e marca a despedida do grupo para sua base de fãs.
O vídeo musical da canção estreou na rede televisiva mexicana Televisa. O clipe é composto por imagens de bastidores, imagens ao vivo das inúmeras performances do grupo e cenas da telenovela Rebelde (2004–2006). O videoclipe serviu como uma forma de olhar para trás na trajetória do RBD e para os fãs lembrarem todos os momentos que eles compartilharam como um grupo.

## Antecedentes e lançamento
Em agosto de 2008, foi anunciado por meio de um comunicado oficial, a separação da banda. Em outubro de 2008, se anunciou a gravação de um disco de despedida, Maite Perroni informou durante uma entrevista à gravar a música de todos os clipes concluído em novembro do mesmo ano. Foi gravado na Cidade do México, sob a produção de Armando Ávila, Carlos Lara e MachoPsych.
Antes de seu lançamento, o site da Univision informou que a música vazou na internet, então foi decidido avançar o lançamento. Finalmente, em 26 de janeiro de 2009, o último single do grupo e primeiro do álbum é lançado.

## Desempenho comercial
Embora a canção não tem a promoção do seu antecessor "Inalcanzable", a canção foi um sucesso moderado a nível global é também uma das poucas músicas colocadas nas primeiras posições em várias rádios sem qualquer promoção.

## Prêmios e indicações
| Ano  | Premiação        | Categoria           | Resultado | Ref.  |
| ---- | ---------------- | ------------------- | --------- | ----- |
| 2009 | Premios Juventud | Canción Corta-Venas | Indicado  | [ 8 ] |
| 2009 | Premios Juventud | La Más Pegajosa     | Indicado  | [ 8 ] |
| 2009 | Premios Juventud | Mi Vídeo Favorito   | Indicado  | [ 8 ] |
| 2009 | Premios Juventud | Mi Ringtone         | Indicado  | [ 8 ] |

## Créditos e pessoal
Todo o processo de elaboração da canção atribui os seguintes créditos pessoais:
- Alfonso Herrera – vocal
- Anahí – vocal
- Christian Chávez – vocal
- Christopher von Uckermann – vocal
- Dulce María – vocal
- Maite Perroni – vocal
- Carlos Lara – compositor e produtor
- Pedro Muñoz Romero – compositor
- Gustavo Borner – produtor